# Coleophora adumbratella
Coleophora adumbratella é uma espécie de mariposa do gênero Coleophora pertencente à família Coleophoridae.
É endêmica do Afeganistão.